# 阿曼擬雀鯛
阿曼擬雀鯛，為鱸形目鱸亞目擬雀鯛科的其中一種，為熱帶海水魚，分布於西印度洋阿曼、索科特拉群島海域，深度11-15公尺，本魚體延長而側扁，體為褐色，體中央有一深褐色的縱向條紋，下頷至鰓蓋有藍色蟲紋，身體散布藍色的小圓斑，體長可達12公分，棲息在珊瑚礁區，生活習性不明。

## 擴展閱讀
維基物種上的相關：阿曼擬雀鯛